# Dolichopus obsoletus
Dolichopus obsoletus är en tvåvingeart som beskrevs av Van Duzee 1921. Dolichopus obsoletus ingår i släktet Dolichopus och familjen styltflugor.
Artens utbredningsområde är Maine. Inga underarter finns listade i Catalogue of Life.